# Vasilij Stankovitj
Vasilij Stankovitj, född den 25 april 1946 i Irsjava, Ukrainska SSR, Sovjetunionen, är en sovjetisk fäktare.
Han tog OS-silver i herrarnas lagtävling i florett i samband med de olympiska fäktningstävlingarna 1972 i München.